# Kézilabda az 1976. évi nyári olimpiai játékokon
Az 1976. évi nyári olimpiai játékokon a kézilabdatornát július 18. és 28. között rendezték. Először rendeztek női kézilabda-tornát. A magyar női kézilabda-válogatott bronzérmes lett, a férfi válogatott hatodik helyezést ért el.

## Éremtáblázat
(Magyarország csapata eltérő háttérszínnel, az egyes számoszlopok legmagasabb értéke, vagy értékei vastagítással kiemelve.)
| Az 1976. évi nyári olimpiai játékok éremtáblázata kézilabdában | Az 1976. évi nyári olimpiai játékok éremtáblázata kézilabdában | Az 1976. évi nyári olimpiai játékok éremtáblázata kézilabdában | Az 1976. évi nyári olimpiai játékok éremtáblázata kézilabdában | Az 1976. évi nyári olimpiai játékok éremtáblázata kézilabdában | Olimpia  |
| -------------------------------------------------------------- | -------------------------------------------------------------- | -------------------------------------------------------------- | -------------------------------------------------------------- | -------------------------------------------------------------- | -------- |
|                                                                | Ország                                                         | Arany                                                          | Ezüst                                                          | Bronz                                                          | Összesen |
| 1.                                                             | Szovjetunió (URS)                                              | 2                                                              | 0                                                              | 0                                                              | 2        |
| 2.                                                             | Románia (ROU)                                                  | 0                                                              | 1                                                              | 0                                                              | 1        |
|                                                                | NDK (GDR)                                                      | 0                                                              | 1                                                              | 0                                                              | 1        |
| 4.                                                             | Lengyelország (POL)                                            | 0                                                              | 0                                                              | 1                                                              | 1        |
|                                                                | Magyarország (HUN)                                             | 0                                                              | 0                                                              | 1                                                              | 1        |
|                                                                |                                                                |                                                                |                                                                |                                                                |          |
| Összesen                                                       | Összesen                                                       | 2                                                              | 2                                                              | 2                                                              | 6        |

## Érmesek

### Férfi torna
| Az 1976. évi nyári olimpiai játékok érmesei férfi kézilabdában | Az 1976. évi nyári olimpiai játékok érmesei férfi kézilabdában | Az 1976. évi nyári olimpiai játékok érmesei férfi kézilabdában | Az 1976. évi nyári olimpiai játékok érmesei férfi kézilabdában |
| --- | --- | --- | -------------------------------------------------------------- |
| Arany | Ezüst | Bronz |                                                                |
| Szovjetunió (URS) | Románia (ROU) | Lengyelország (POL) |                                                                |
| Alekszandr Anpilogov Jevgenyij Csernisov Anatolij Fegyukin Valerij Gasszij Vaszilj Iljin Mihail Iscsenko Jurij Kigyajev Jurij Klimov Vlagyimir Kravcov Szergej Kusnirjuk Jurij Lahutyin Vlagyimir Makszimov Olekszandr Rezanov Nyikolaj Tomin | Birtalan István Adrian Cosma Cezar Drăgăniṭă Alexandru Fölker Cristian Gaţu Mircea Grabovschi Roland Gunesch Kicsid Gábor Ghiţă Licu Nicolae Munteanu Cornel Penu Werner Stöckl Constantin Tudosie Radu Voina | Zdzisław Antczak Janusz Brzozowski Piotr Cieśla Jan Gmyrek Alfred Kałuziński Jerzy Klempel Zygfryd Kuchta Jerzy Melcer Ryszard Przybysz Henryk Rozmiarek Andrzej Sokołowski Andrzej Szymczak Mieczysław Wojczak Włodzimierz Zieliński |                                                                |

### Női torna
| Az 1976. évi nyári olimpiai játékok érmesei női kézilabdában | Az 1976. évi nyári olimpiai játékok érmesei női kézilabdában | Az 1976. évi nyári olimpiai játékok érmesei női kézilabdában | Az 1976. évi nyári olimpiai játékok érmesei női kézilabdában |
| --- | --- | --- | ------------------------------------------------------------ |
| Arany | Ezüst | Bronz |                                                              |
| Szovjetunió (URS) | NDK (GDR) | Magyarország (HUN) |                                                              |
| Ljubov Berezsnaja Ljudmila Bobrusz Aldona Česaitytė Tatyjana Hluscsenko Larisza Karlova Marija Litosenko Nyina Lobova Tatyjana Makarec Ljudmila Pancsuk Rafiga Sabanova Natalija Sersztyuk Ljudmila Subina Zinajida Turcsina Halina Zaharova | Gabriele Badorek Hannelore Burosch Roswitha Krause Waltraud Kretzschmar Evelyn Matz Liane Michaelis Eva Paskuy Kristina Richter Christina Rost Silvia Siefert Marion Tietz Petra Uhlig Christina Voß Hannelore Zober | Angyal Éva Berzsenyi Mária Bujdosó Ágota Csajbókné Németh Erzsébet Gódorné Nagy Marianna Csíkné Horváth Klára Kéziné Pethő Zsuzsanna Lakiné Tóth Harsányi Katalin Lelkesné Tomann Rozália Megyeriné Pacsai Márta Nagy Ilona Sterbinszky Amália Tóth Harsányi Borbála Vadászné Vanya Mária |                                                              |